# Jan Kalff (1901-1974)
Jan Kalff (Haarlem, 11 september 1901 – Amersfoort, 15 maart 1974) was een Nederlands burgemeester en verzetsstrijder.

## Leven en werk
Kalff was de zoon van waterstaatsminister ir. Jacob Adriaan Kalff (1869-1935) en Johanna Elisabeth Hillegonda Adriana Wichers Hoeth (1872-1959). Na zijn middelbareschoolopleiding koos hij voor een loopbaan in de handel, maar ging vervolgens bij de gemeentelijke overheid - de gemeente Overschie - werken. Van 1938 tot 1942 en van 1945 tot 1947 was hij burgemeester van Krommenie. In de Tweede Wereldoorlog werd hij vervangen door NSB'er Anton Gerrit Jongsma, op wie op 27 september 1943 een mislukte aanslag werd gepleegd door het Zaans verzet. Kalff werd actief in het verzet. Hij werkte voor Vrij Nederland en werd op 8 mei 1941 gearresteerd en overgebracht naar het Oranjehotel in Scheveningen, waar hij onder meer vier maander zijn cel deelde met Dick de Vries (1915-1943), een technisch employé van Fokker en lid van de Stijkelgroep. Op 13 januari 1942 werd Kalff vrijgesproken, waarna hij onderdook.
Op 16 mei 1947 werd Kalff benoemd tot burgemeester van de Noord-Hollandse gemeente Heiloo. Na dertien jaar ging Kalff om gezondheidsredenen vervroegd met pensioen. Op 16 januari 1961 legde Kalff zijn functie officieel neer. Van de gemeenteraad van Heiloo kreeg hij in februari 1961 de erepenning in goud. Daarvoor was Kalff al als burgemeester vervangen, vanaf 1 mei 1960 door J.A. Pesman en vanaf december 1960 door L.A. Ankum, oud-burgemeester van Koog aan de Zaan.
Kalff was drie maal getrouwd en had drie kinderen. Hij overleed in maart 1974 op 72-jarige leeftijd in Amersfoort.
- International Standard Name Identifier: 0000 0003 9038 0037
- Nederlandse Thesaurus van Auteursnamen: 071951253
- Virtual International Authority File: 283965839
- WorldCat: E39PBJfGTVDTVvwKg3DdQ6txjC